# Grammonota dubia
Grammonota dubia là một loài nhện trong họ Linyphiidae.
Loài này thuộc chi Grammonota. Grammonota dubia được Octavius Pickard-Cambridge miêu tả năm 1898.